# Ulrika Jonsson
Eva Ulrika Jonsson, född 16 augusti 1967 i Sollentuna församling, Stockholms län, är en svenskfödd brittisk programledare och skådespelare.

## Biografi
När Ulrika var 12 år gammal flyttade hon och hennes mamma till Storbritannien, där hon blev en tv-profil efter att ha slagit igenom som väderpresentatör på ITV:s morgonprogram TV-am som 18-åring. Hon har senare bland annat varit programledare för Gladiatorerna, Good Morning Britain, Miss World, Schlager-SM 1994: TV3:s melodifestival och Eurovision Song Contest 1998. Hon har även varit programledare i Sverige, bland annat som väderpresentatör på TV3.
Jonsson hade i början av 00-talet en relation med svenske fotbollstränaren Sven-Göran Eriksson, då Englands förbundskapten, som blev mycket omskriven.

### Familj
Ulrika Jonsson är mor till fyra barn i tre olika äktenskap och i en annan relation. Hennes farfar var operasångaren Folke Jonsson.